# Gladys María Bejerano Portela
Gladys María Bejerano Portela (sinh ngày 7 tháng 1 năm 1947) là chính khách người Cuba, từng giữ chức Phó Chủ tịch Hội đồng Nhà nước Cuba và Tổng Kiểm toán Cuba.
Bejerano Portela được thăng chức vào năm 2006 lên làm Bộ trưởng Bộ Kiểm toán và Kiểm soát. Trước đó, bà là Thứ trưởng Bộ Kiểm toán và Kiểm soát dưới thời Lina Olinda Pedraza Rodríguez. Bejerano Portela đã giữ chức Tổng Kiểm toán Cuba từ năm 2009 đến năm 2019, kế nhiệm Juan Almeida Bosque.
Bejerano Portela còn là thành viên của tiểu ban thuộc Ủy ban Tiêu chuẩn Chuyên môn Intosai (PSC) giám sát Tiêu chuẩn Quốc tế của các Cơ quan Kiểm toán Tối cao (ISSAI) và Hướng dẫn của INTOSAI về Quản trị Tốt (INTOSAI GOV). Bà có bằng cấp và chứng chỉ (tương đương Cử nhân Nghệ thuật) về khoa học xã hội.